# Спакка, Мария Энрика
Мария Энрика Спакка (итал. Maria Enrica Spacca; род. 20 марта 1986, Л’Акуила, Италия) — итальянская легкоатлетка, специализирующаяся в беге на 400 метров. Бронзовый призёр чемпионата Европы 2016 года в эстафете 4×400 метров. Многократная чемпионка Италии. Участница летних Олимпийских игр 2012 и 2016 годов.

## Биография
Первый чемпионат страны среди девушек до 18 лет в беге на 400 метров выиграла ещё в 2002 году. С тех пор регулярно оказывалась на пьедестале национальных соревнований. Выступала на чемпионатах мира и Европы среди юниоров, но без громких успехов.
В 2010 году стала четвёртой в эстафете 4×400 метров на чемпионате Европы. Вместе с Мартой Милани, Кьярой Баццони и Либанией Гренот она установила новый рекорд страны — 3.25,71.
Спустя полгода на чемпионате Европы в помещении вновь остановилась в шаге от пьедестала в эстафете.
Личный рекорд (52,53) установила в 2012 году в финале чемпионата Италии: благодаря этому результату Мария выиграла золото и отобралась на Олимпийские игры. В Лондоне была в составе эстафетной команды, которая заняла 11-е место в предварительных забегах и не пробилась в финал.
Выиграла золотую медаль в эстафете на Средиземноморских играх в 2013 году и бежала в финале на чемпионате мира (где итальянки были дисквалифицированы).
Ещё один национальный рекорд помогла установить на чемпионате мира в помещении 2014 года, где сборная Италии показала результат 3.31,99 в предварительном забеге.
В 2016 году завоевала бронзовую медаль чемпионата Европы в эстафете 4×400 метров (бежала в финале на втором этапе). На Олимпийских играх в Рио-де-Жанейро вновь представляла сборную в эстафете. Итальянки установили рекорд страны в забеге и, таким образом, попали в решающий забег, который закончили на шестом месте.

## Основные результаты
| Год  | Турнир                         | Место проведения          | Дисциплина       | Место       | Результат |
| ---- | ------------------------------ | ------------------------- | ---------------- | ----------- | --------- |
| 2004 | Чемпионат мира среди юниоров   | Гроссето, Италия          | 400 м            | 27-е (заб.) | 56,50     |
| 2004 | Чемпионат мира среди юниоров   | Гроссето, Италия          | эстафета 4×400 м | 12-е (заб.) | 3.41,53   |
| 2005 | Чемпионат Европы среди юниоров | Каунас, Литва             | 400 м            | 20-е (заб.) | 56,15     |
| 2005 | Чемпионат Европы среди юниоров | Каунас, Литва             | эстафета 4×400 м | 9-е (заб.)  | 3.42,15   |
| 2009 | Командный чемпионат Европы     | Лейрия, Португалия        | эстафета 4×400 м | 2-е         | 3.28,77   |
| 2009 | Чемпионат мира                 | Берлин, Германия          | эстафета 4×400 м | 12-е (заб.) | 3.31,05   |
| 2010 | Чемпионат Европы               | Барселона, Испания        | эстафета 4×400 м | 4-е         | 3.25,71   |
| 2011 | Чемпионат Европы в помещении   | Париж, Франция            | эстафета 4×400 м | 4-е         | 3.33,70   |
| 2011 | Командный чемпионат Европы     | Стокгольм, Швеция         | эстафета 4×400 м | 6-е         | 3.30,11   |
| 2011 | Чемпионат мира                 | Тэгу, Южная Корея         | эстафета 4×400 м | 8-е (заб.)  | 3.26,48   |
| 2012 | Чемпионат мира в помещении     | Стамбул, Турция           | 400 м            | 13-е (1/2)  | 53,71     |
| 2012 | Чемпионат Европы               | Хельсинки, Финляндия      | 400 м            | 14-е (1/2)  | 53,02     |
| 2012 | Чемпионат Европы               | Хельсинки, Финляндия      | эстафета 4×400 м | 10-е (заб.) | 3.31,64   |
| 2012 | Олимпийские игры               | Лондон, Великобритания    | эстафета 4×400 м | 11-е (заб.) | 3.29,01   |
| 2013 | Чемпионат Европы в помещении   | Гётеборг, Швеция          | 400 м            | 15-е (заб.) | 53,79     |
| 2013 | Командный чемпионат Европы     | Гейтсхед, Великобритания  | эстафета 4×400 м | 8-е         | 3.35,26   |
| 2013 | Чемпионат мира                 | Москва, Россия            | эстафета 4×400 м | —           | DQ        |
| 2014 | Чемпионат мира в помещении     | Сопот, Польша             | эстафета 4×400 м | 7-е (заб.)  | 3.31,99   |
| 2014 | Чемпионат мира по эстафетам    | Нассау, Багамские Острова | эстафета 4×400 м | 6-е         | 3.27,44   |
| 2014 | Командный чемпионат Европы     | Брауншвейг, Германия      | эстафета 4×400 м | 6-е         | 3.30,17   |
| 2014 | Чемпионат Европы               | Цюрих, Швейцария          | 400 м            | 22-е (заб.) | 53,41     |
| 2014 | Чемпионат Европы               | Цюрих, Швейцария          | эстафета 4×400 м | 7-е         | 3.28,30   |
| 2016 | Чемпионат Европы               | Амстердам, Нидерланды     | эстафета 4×400 м | 3-е         | 3.27,49   |
| 2016 | Олимпийские игры               | Рио-де-Жанейро, Бразилия  | эстафета 4×400 м | 6-е         | 3.27,05   |